# Suir (flod)
Suir ( irsk: an tSiúr [ənʲ ˈtʲuːɾˠ] eller Abhainn na Siúire [ˌəun̠ʲ n̪ˠə ˈʃuːɾʲə]) er en flod i Irland der løber ud i atlanterhavet via Waterford. Den er 185 km lang.
Afvandingsområdet til Suir er 3.610 km2.
Gennemstrømningen er 76,9 m3/s, hvilket er omkring det dobbelt af flowet i Barrow (37,4 m3/s) eller Nore (42,9 m3/s) inden de løber sammen, men lidt mindre en Barrows flow efter den er løbet sammen med Suir 20 km downstream (over 80 m3/s).
Den udspringer på skråningerne af Devil's Bit Mountain, nord for Templemore i County Tipperary, og den løber herefter igennem Loughmore, Thurles, Holycross, Golden og Knockgraffon. Den løber samme med floden Aherlow ved Kilmoyler og senere med Tar, og løber mod øst ved Comeragh Mountains, hvor den danner grænse mellem County Waterford og County Tipperary. Den løber forbi Cahir, Clonmel og Carrick-on-Suir før den når Waterford. Nær Port of Waterford løber den sammen med Barrow ved Cheekpoint og danner en flodmunding, der er bred og dyb nok til at skibe op til 32.000 tons dødvægt kan sejle på den. Den løber ud i havet mellem Dunmore East og Hook Head.